# خروس‌کلی سرسیاه

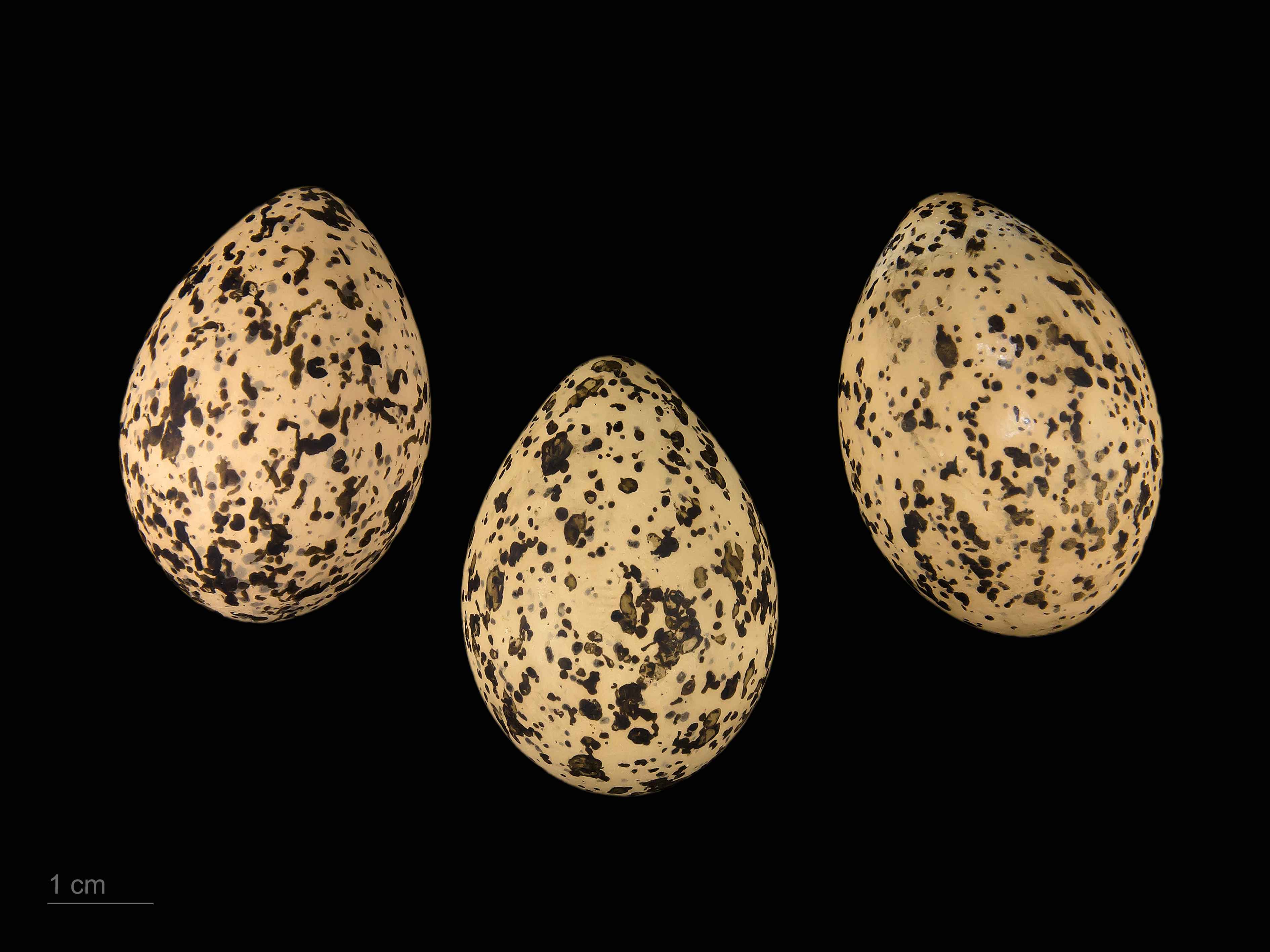
Vanellus tectus

خروس‌کُلی سرسیاه (نام علمی: Vanellus tectus) نام یک گونه از سرده خروس‌کلی‌ها است.